# Boophis sibilans
Boophis sibilans är en groddjursart som beskrevs av Frank Glaw och Burkhard Thiesmeier 1993. Boophis sibilans ingår i släktet Boophis och familjen Mantellidae. IUCN kategoriserar arten globalt som otillräckligt studerad. Inga underarter finns listade.